# Евлет (Міннесота)
Евлет (англ. Eveleth) — місто (англ. city) в США, в окрузі Сент-Луїс штату Міннесота. Населення — 3493 особи (2020).

## Географія
Евлет розташований за координатами 47°28′24″ пн. ш. 92°32′56″ зх. д. / 47.47333° пн. ш. 92.54889° зх. д. (47.473317, -92.548871).  За даними Бюро перепису населення США в 2010 році місто мало площу 16,71 км², з яких 16,30 км² — суходіл та 0,41 км² — водойми.

### Клімат
| Клімат : Евлет        | Клімат : Евлет | Клімат : Евлет | Клімат : Евлет | Клімат : Евлет | Клімат : Евлет | Клімат : Евлет | Клімат : Евлет | Клімат : Евлет | Клімат : Евлет | Клімат : Евлет | Клімат : Евлет | Клімат : Евлет | Клімат : Евлет |
| Показник              | Січ.           | Лют.           | Бер.           | Квіт.          | Трав.          | Черв.          | Лип.           | Серп.          | Вер.           | Жовт.          | Лист.          | Груд.          | Рік            |
| Середній максимум, °C | −7,2           | −5             | 0,0            | 8,9            | 15,6           | 20,6           | 24,4           | 23,3           | 17,8           | 12,2           | 1,7            | −5             | 8,9            |
| Середній мінімум, °C  | −17,2          | −15,6          | −10            | −1,1           | 3,9            | 8,9            | 12,8           | 12,8           | 7,2            | 2,2            | −6,1           | −13,9          | −1,1           |
| Норма опадів, мм      | 25             | 20             | 41             | 61             | 86             | 114            | 99             | 104            | 79             | 53             | 46             | 28             | 757            |
| --------------------- | -------------- | -------------- | -------------- | -------------- | -------------- | -------------- | -------------- | -------------- | -------------- | -------------- | -------------- | -------------- | -------------- |
| Джерело: Weatherbase  |                |                |                |                |                |                |                |                |                |                |                |                |                |

## Демографія
Згідно з переписом 2010 року, у місті мешкало 3718 осіб у 1682 домогосподарствах у складі 921 родини. Густота населення становила 223 особи/км².  Було 1942 помешкання (116/км²).
Расовий склад населення:
| - 95,0 % — білих - 1,8 % — корінних американців - 0,5 % — чорних або афроамериканців - 0,3 % — азіатів |

До двох чи більше рас належало 2,2 %. Частка іспаномовних становила 0,9 % від усіх жителів.
За віковим діапазоном населення розподілялося таким чином: 22,8 % — особи молодші 18 років, 61,1 % — особи у віці 18—64 років, 16,1 % — особи у віці 65 років та старші. Медіана віку мешканця становила 39,6 року. На 100 осіб жіночої статі у місті припадало 95,0 чоловіків;  на 100 жінок у віці від 18 років та старших — 90,5 чоловіків також старших 18 років.
Середній дохід на одне домашнє господарство  становив 44 992 долари США (медіана — 38 382), а середній дохід на одну сім'ю — 53 805 доларів (медіана — 45 219). Медіана доходів становила 42 361 долар для чоловіків та 31 902 долари для жінок. За межею бідності перебувало 19,7 % осіб, у тому числі 21,4 % дітей у віці до 18 років та 10,8 % осіб у віці 65 років та старших.
Цивільне працевлаштоване населення становило 1437 осіб. Основні галузі зайнятості: освіта, охорона здоров'я та соціальна допомога — 32,6 %, транспорт — 8,6 %, мистецтво, розваги та відпочинок — 8,3 %, будівництво — 8,2 %.